# Krtovce
Krtovce jsou obec na Slovensku. Leží v okrese Topoľčany v Nitranském kraji, asi 12 kilometrů západně od Topoľčan. V obci žije 287 obyvatel. V roce 2011 zde žilo 303 obyvatel.

## Geografie

### Poloha
Obec se nachází v centrální části Nitranské pahorkatiny na středním toku potoka Hlavinka v povodí Radošinky. Odlesněný povrch leží v nadmořské výšce v rozmezí 179–232 m, střed obce leží ve výšce 210 m n. m. Podélné kopce členěné úvaly jsou tvořeny mladšími terciérními jíly pokryté spraší. Půdním typem je hnědozem.
Na potoce Hlavinka je chovný rybník  o rozloze 4 ha.

### Využití půdy
Celková rozloha obce je 4,20815 km², z toho v roce 2020 připadalo 84 % na zemědělskou půdu. Využití půdy (2020): 80 % orná půda, 3 % zahrady. V roce 2023 připadalo 353,33 ha na zemědělskou půdu, z toho 336,68 ha byla orná půda, 10,59 byly zahrady a 5,57 ha tvořily ovocné sady. Vodní plocha zaujímala 39,20 ha a na zastavěnou plochu a nádvoří připadalo 18,81 ha.

### Sousední obce
Obec sousedí:
| Vozokany            | Lipovník |                |
| Nitrianská Blatnica |          | Hajná Nová Ves |
|                     | Lužany   | Hajná Nová Ves |

## Historie
První písemná zmínka pochází z roku 1156, kdy je obec doložena jako Kortouc. Obec patřila k nitranskému hradu, mezi lety 1349–1554 pak ke zoborskému klášteru, později pánům na Levici, v 19. století pak rodům Benickovců a Berényiovců. V roce 1531 byla obec vypálena Turky. V roce 1715 bylo v obci 9 domácností, v roce 1787 žilo v 21 domech 137 obyvatel, v roce 1828 žilo 160 obyvatel v 23 domech. Hlavní obživou bylo zemědělství.

## Pamětihodnosti
Nachází se zde římskokatolický kostel Panny Marie Růžencové, jenž byl postaven i vysvěcen v roce 1869. V roce 1971 proběhla jeho generální oprava.